# هلفيلة رمادية
هلفيلة رمادية (الاسم العلمي: Helvella cinerea) هي نوع من الفطريات يتبع جنس الهلفيلة من الفصيلة الهلفيلية.